# Nycteribiidae
Famille
Les Nycteribiidae forment une famille de diptères. Ce sont des insectes pupipares hématophages des Chauves-souris. Les Nyctéribiides sont présents sur les continents asiatiques et européens et spécialement au sein de l'écozone indomalaise.

## Liste des tribus
Selon ITIS (28 févr. 2013) :
- tribu Nycteribiini
  - genre Basilia